# Im mroczniej, tym lepiej
Im mroczniej, tym lepiej – zbiór dwunastu opowiadań amerykańskiego autora Stephena Kinga, wydana 21 maja 2024 roku nakładem wydawnictwa Scribner.
Polskie wydanie ukazało się nakładem wydawnictwa Albatros 22 maja 2024 roku.
Tytuł książki jest inspirowany piosenką Leonarda Cohena You Want It Darker znajdującą się na albumie o tym samym tytule.

## Spis opowiadań
- Dwóch utalentowanych skubańców (Two Talented Bastids)
- Piąty krok (The Fifth Step)
- Willie Popapraniec (Willie the Weirdo)
- Zły sen Danny'ego Coughlina (Danny Coughlin's Bad Dream)
- Finn (Finn)
- Droga do Zajazdu Zjazd (On Slide Inn Road)
- Czerwony ekran (Red Screen)
- Ekspert od turbulencji (The Turbulence Expert)
- Laurie (Laurie)
- Grzechotniki (Rattlesnakes)
- Strzeżcie się snów (The Dreamers)
- Wszystkowiedzący (The Answer Man)